# Tour der walisischen Rugby-Union-Nationalmannschaft nach Afrika 1964
| Tour der Waliser nach Afrika 1964 | Tour der Waliser nach Afrika 1964 | Tour der Waliser nach Afrika 1964 | Tour der Waliser nach Afrika 1964 | Tour der Waliser nach Afrika 1964 |
| Übersicht                         | S                                 | G                                 | U                                 | N                                 |
| --------------------------------- | --------------------------------- | --------------------------------- | --------------------------------- | --------------------------------- |
| Test Matches                      | 1                                 | 0                                 | 0                                 | 1                                 |
| Sonstige Spiele                   | 4                                 | 3                                 | 0                                 | 1                                 |
| Gesamt                            | 5                                 | 3                                 | 0                                 | 2                                 |
|                                   |                                   |                                   |                                   |                                   |
| Südafrika                         | 1                                 | 0                                 | 0                                 | 1                                 |

Die Tour der walisischen Rugby-Union-Nationalmannschaft nach Afrika 1964 umfasste eine Reihe von Freundschaftsspielen der walisischen Rugby-Union-Nationalmannschaft. Sie reiste im Mai 1964 durch Kenia und Südafrika, wobei sie während dieser Zeit fünf Spiele bestritt. Darunter war ein Test Match gegen die südafrikanische Nationalmannschaft, das mit einer Niederlage endete. Hinzu kamen vier weitere Spiele gegen Auswahlteams, in denen drei Siege und eine Niederlage resultierten.
Jahrzehntelang waren walisische Nationalspieler nur dann durch die Südhemisphäre getourt, wenn sie von den British Lions aufgeboten worden waren. In den 1950er Jahren begannen die Nationalmannschaften der Five Nations, von dieser Tradition abzuweichen und eigenständige Touren zu veranstalten. Schottland, Irland und Frankreich hatten den Anfang gemacht, England zog 1963 nach und ein Jahr später folgte die Welsh Rugby Union diesem Beispiel.

## Spielplan
- Hintergrundfarbe grün = Sieg
- Hintergrundfarbe rot = Niederlage

(Test Matches sind grau unterlegt; Ergebnisse aus der Sicht von Wales)
| # | Datum        | Gegner             | Ort          | Stadion                 | Ergebnis |
| - | ------------ | ------------------ | ------------ | ----------------------- | -------- |
| 1 | 12. Mai 1964 | Ostafrika          | Nairobi      | RFUEA Ground            | 26:8     |
| 2 | 19. Mai 1964 | Boland             | Wellington   | Boland Park             | 17:6     |
| 3 | 23. Mai 1964 | Südafrika          | Durban       | Kings Park Stadium      | 3:24     |
| 4 | 27. Mai 1964 | Northern Transvaal | Pretoria     | Loftus Versfeld Stadium | 9:22     |
| 5 | 30. Mai 1964 | Orange Free State  | Bloemfontein | Free State Stadium      | 14:6     |

## Test Match
| 23. Mai 1964 | Südafrika                                                                                     | 24 : 3        | Wales                 | Kings Park Stadium, Durban Zuschauer: 35.000 Schiedsrichter: Gert Engelbrecht (Südafrika) |
| 23. Mai 1964 | Versuche: Hopwood Marais Smith Erhöhungen: Oxlee (3) Straftritte: Oxlee (2) Dropgoals: Wilson | (3:3) Bericht | Straftritte: Bradshaw | Kings Park Stadium, Durban Zuschauer: 35.000 Schiedsrichter: Gert Engelbrecht (Südafrika) |

Aufstellungen:
- Südafrika: Tommy Bedford, Gabriel Carelse, Corra Dirksen, Frik du Preez, Jannie Engelbrecht, John Gainsford, Douglas Hopwood, Abie Malan , Avril Malan, Hannes Marais, Mof Myburgh, Keith Oxlee, Nelie Smith, Dave Stewart, Lionel Wilson
- Wales: Dewi Bebb, Keith Bradshaw, Leonard Cunningham, John Dawes, Norman Gale, David Hayward, Grahame Hodgson, Ken Jones, John Mantle, Alun Pask, Brian Price, Clive Rowlands , Brian Thomas, David Watkins, Denzil Williams